# Tuulikki Koivunen Bylund
Maritta Tuulikki Koivunen Bylund, född 19 juli 1947 i Åbo, är biskop emerita i Svenska kyrkan. Hon var biskop i Härnösand 2009–2014.

## Biografi
Koivunen Bylund föddes i Åbo men tillbringade sina barn- och ungdomsår i Raumo. Hon avlade teologie magisterexamen vid Åbo Akademi, prästvigdes i Lunds domkyrka 1971 och blev teologie doktor vid Uppsala universitet 1994. Hennes avhandling behandlade diakonistiftelsen Samariterhemmets framväxt i Uppsala under 1800-talet. Hon var domprost i Uppsala domkyrkoförsamling 1995–2009. Politiska uppdrag inkluderar Statens medicinsk-etiska råd, där hon i tre mandatperioder representerade Miljöpartiet, samt kommittén för Märkesåret 1809.
År 1998 valdes hon till årets upplänning. Anledningen anses vara att hon upplät Uppsala domkyrka för Elisabeth Ohlson Wallins utställning Ecce Homo.
Koivunen Bylund har varit kandidat i biskopsval i Åbo stift och Skara stift. Den 8 april 2009 valdes hon till biskop i Härnösands stift och blev därmed Sveriges fjärde kvinnliga biskop. Hon biskopsvigdes i Uppsala domkyrka den 8 november 2009 tillsammans med Eva Brunne, biskop i Stockholms stift. Hon gick i pension i december 2014.
Koivunen Bylund var gift med professor Torleif Axel Bylund under åren 1976–1997. De har två barn.